# Ecru (Missisipi)
Ecru – miasto w Stanach Zjednoczonych, w stanie Missisipi, w hrabstwie Pontotoc.